# Takiyya Sulaymaniyya
La takiyya Sulaymaniyya (en arabe : التكيّة السليمانيّة at-takiyya s-sulaymāniyya ; désignée en turc sous le nom de Şam Süleymaniye Külliyesi), est une takiyya (monastère soufi de l'époque ottomane) du XVIe siècle à Damas, située sur la rive droite de la Barada.

## Histoire
C'est la plus récente des deux takiyya de Damas, la plus ancienne étant la takiyya Salimiyya dans le quartier de Salihiyya. Si elle n'est donc pas le premier édifice datant de l'ère ottomane à Damas, elle marque toutefois « l'introduction à Damas du style de la capitale [de l'Empire ottoman, à l'époque Istanbul] ». Au cours des siècles qui suivirent sa construction, la takiyya Sulaymaniyya devint une étape importante sur la « route syrienne » des pèlerins se rendant à La Mecque, et elle est considérée à ce jour comme le plus important bâtiment culturel ottoman à Damas.

## Structure
La takiyya Sulaymaniyya est constituée de deux ensembles, l'un occidental et l'autre oriental.

### Ensemble occidental

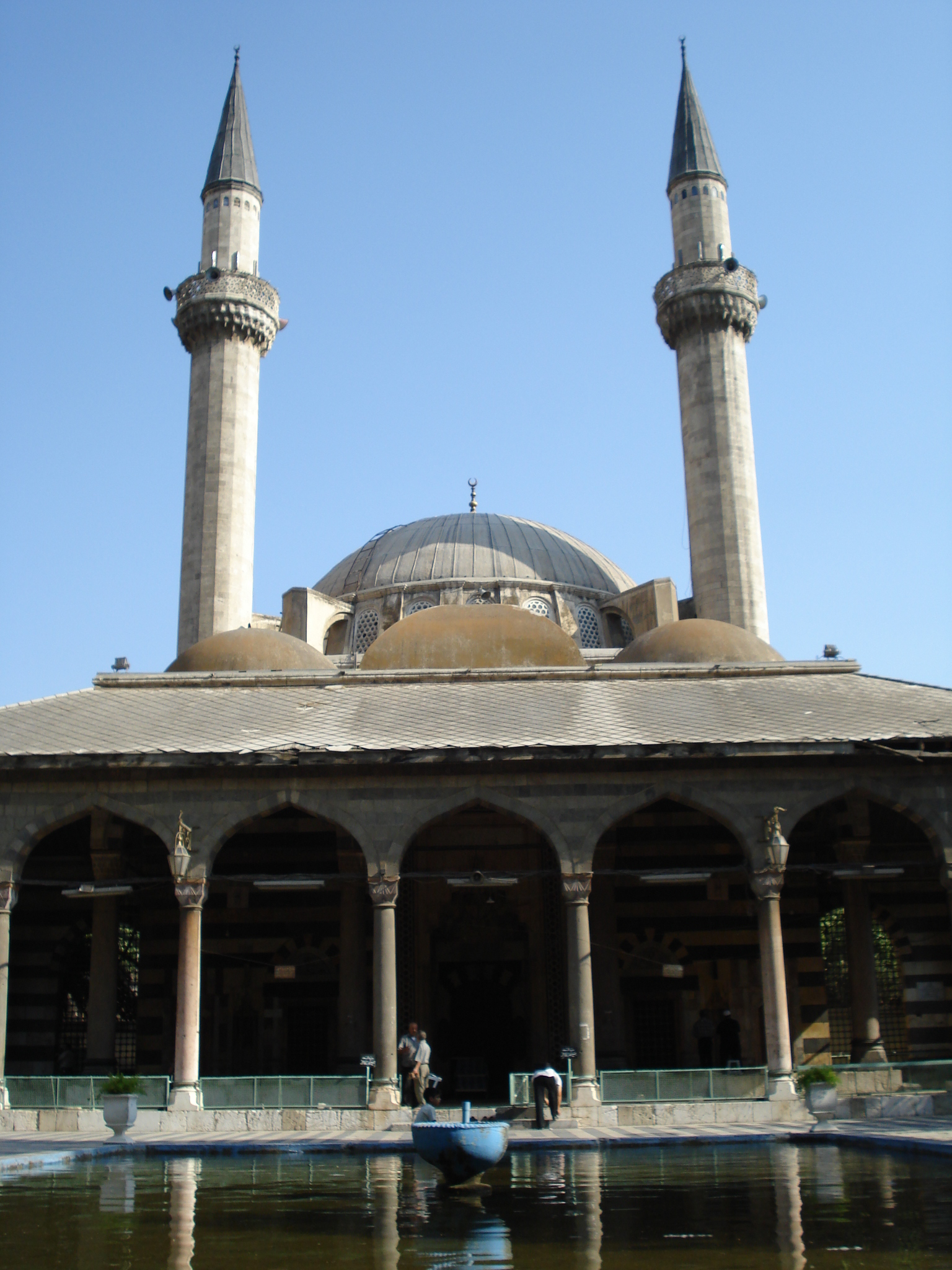
Vue de la mosquée de la takiyya Sulaymaniyya depuis la cour intérieure de l'ensemble occidental.

L'ensemble occidental fut construit entre 1554 et 1559 sur l'ordre du sultan Süleyman Ier (d'où le nom de la takiyya Sulaymaniyya), et selon les plans du célèbre architecte Sinan. Il comprend une mosquée et une cantine (en turc : imaret). La mosquée intègre des éléments de l'architecture ottomane sacrée (notamment les minarets sveltes et pointus caractéristiques), mais elle évoque aussi par certains détails l'architecture syrienne (notamment les murs de style ablaq).

### Ensemble oriental

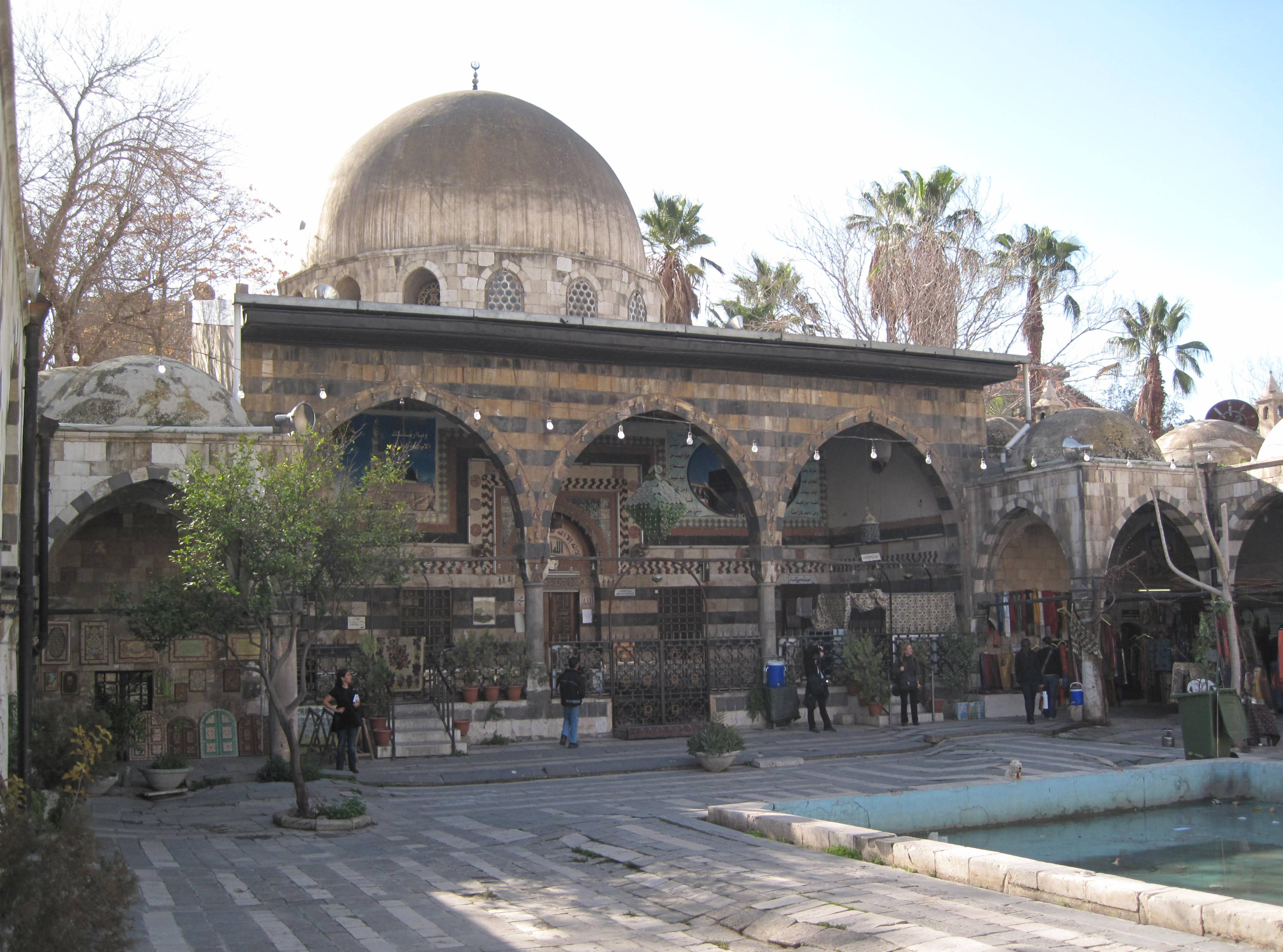
L'ensemble oriental de la takiyya Sulaymaniyya.

L'ensemble oriental fut érigé en 1566 avec le surplus de pierres du premier chantier. Il abrita une madrasa, dont la construction fut peut-être ordonnée par Süleyman juste avant sa mort, même si le bâtiment est aujourd'hui principalement appelé la madrasa Salimiyya (du nom de son fils Sélim II).

### Cimetière
Dans le cimetière de la takiyya Sulaymaniyya se trouve la tombe du dernier sultan ottoman, Mehmed VI, mort après avoir été exilé par la république de Turquie. S'y trouvent aussi les tombes d'Ahmed Nihad et des princes Mehmed Abid et Seyfeddin.